# Chondronephthya fusca
Chondronephthya fusca is een zachte koraalsoort uit de familie Nephtheidae. De koraalsoort komt uit het geslacht Chondronephthya. Chondronephthya fusca werd in 1889 voor het eerst wetenschappelijk beschreven door Wright & Studer. 